# De Niepe
De Niepe (Frans: Le Nieppe) is een gehucht gelegen in de gemeente Ruisscheure (Renescure) in het Franse Noorderdepartement .
De Niepe ligt op een kruispunt van wegen die respectievelijk naar Ruisscheure, Klaarmares (Clairmarais), Bavinkhove (Bavinchove) en Arques voeren.
Omstreeks 1875 werd hier de Heilig Hartkerk gebouwd, een eenbeukige bakstenen neogotische kerk zonder toren. Deze werd in 2007 onttrokken aan de eredienst.